# Casorate Sempione

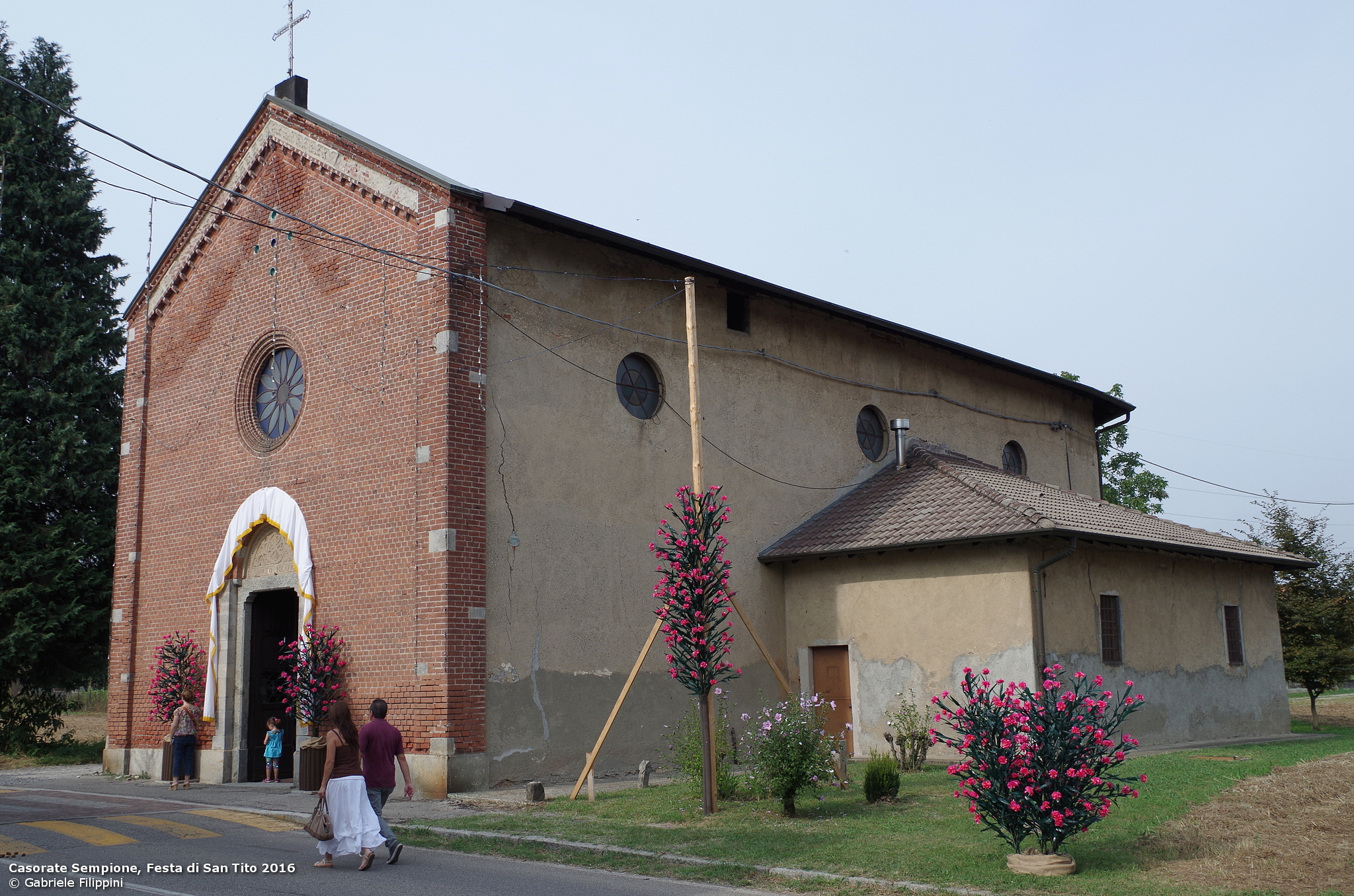
Kirche Sant’Ilario

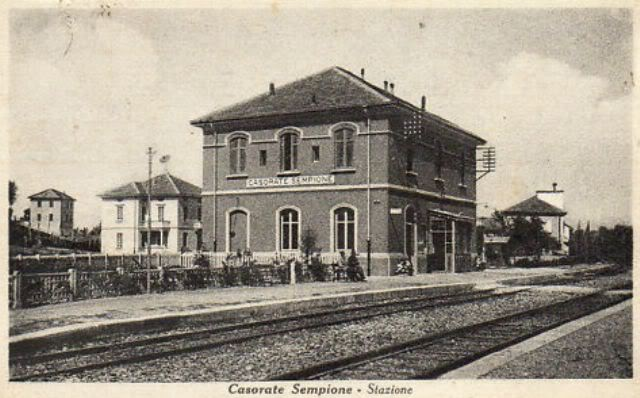
Bahnhof Casorate Sempione (1947)

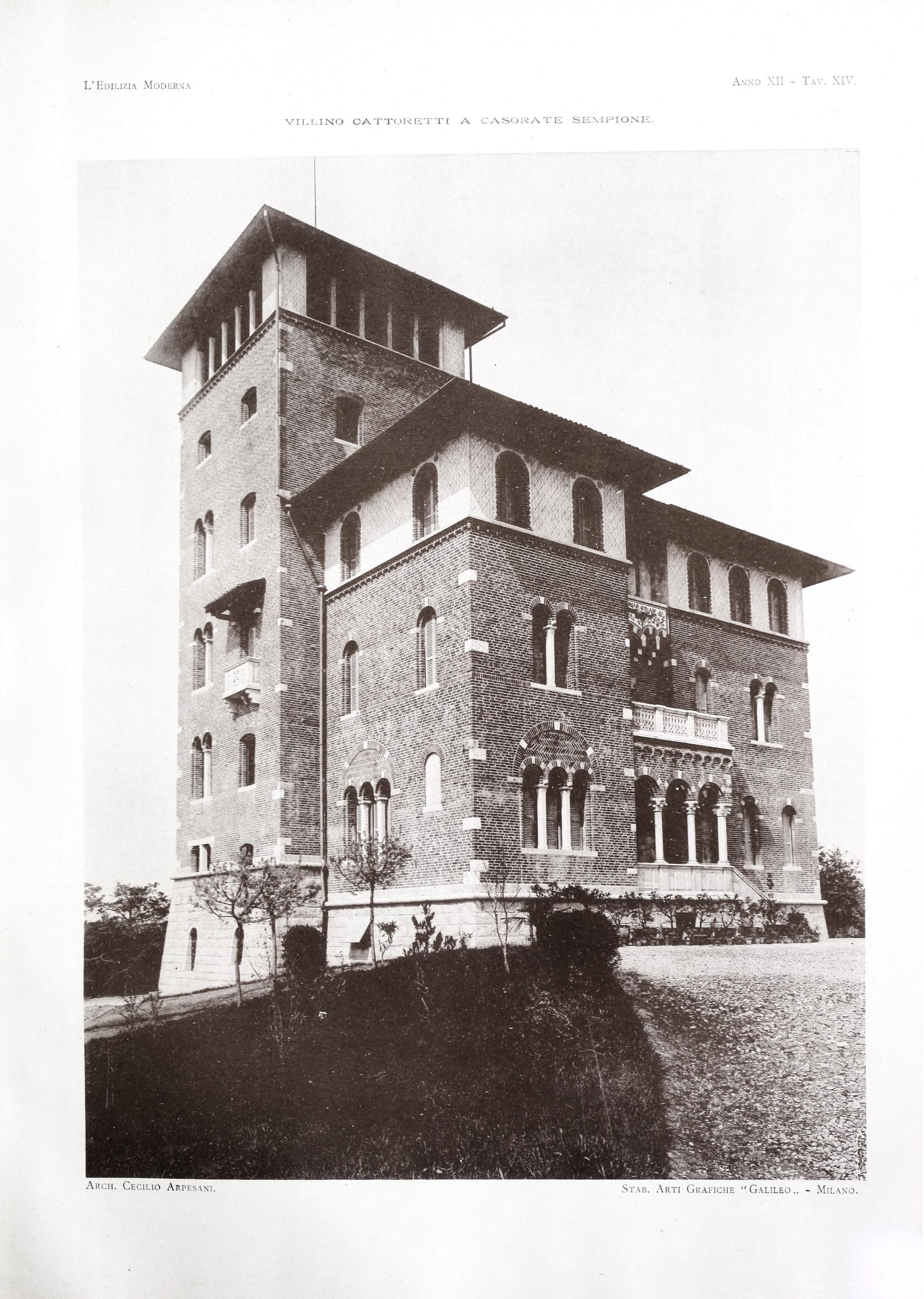
Villa Ca’ Torretta

Casorate Sempione ist eine italienische Gemeinde (comune) in der Provinz Varese in der Region Lombardei.

## Geographie
Die Gemeinde liegt etwa 17 Kilometer südwestlich von Varese am Parco naturale lombardo della Valle del Ticino und bedeckt eine Fläche von 6,89 km². Die Nachbargemeinden sind Arcisate, Azzate, Biandronno, Bodio Lomnago, Brinzio, Orino, Buguggiate, Cantello, Casciago, Castello Cabiaglio, Cazzago Brabbia, Galliate Lombardo, Gavirate, Gazzada Schianno, Induno Olona, Lozza, Luvinate, Malnate und Vedano Olona.

## Geschichte
Casorate, eine Ortschaft der Pieve Somma, die in den Statuten der Straßen und Gewässer der Grafschaft Mailand in der Form loco da Cosorà erwähnt wird, war eine der Gemeinden, die zur Instandhaltung der Rho-Straße beitrugen (1346). In den Registern des Estimo (Grundbuch) des Herzogtums Mailand von 1558 und den nachfolgenden Aktualisierungen im 17. und 18. Jahrhundert gehörte Casorate zu den in derselben Pieve erfassten Gemeinden.
Nach den Antworten auf 45 Fragen der zweiten Volkszählung von 1751 war die Gemeinde feudalisiert: Ihre Lehnsherren waren der Graf von Castelbarco, der Markgraf Ermes Visconti, der Markgraf Modrone und der Graf Gian Battista Visconti, an den keine Zahlungen geleistet wurden. Dort residierte kein Richter, sondern die Gemeinde unterstand dem königlichen Richter, d. h. dem Vikar von Seprio, damals Giuseppe Fortunato Bonacina, wohnhaft im Gallarate, vor dessen königlicher Kanzlei oder Strafbank der Konsul seinen Eid ablegte und dem Aktuar zwei Lire und 15 Soldi zahlte. Der zuständige Feudalrichter war der Podestà des Dorfes Somma, Stefano Ommazino, der in Mailand lebte. Keiner der Richter wurde bezahlt, aber während der Zeit der jährlichen Verteilung wurden sieben Lire an den Podestà oder seinen Leutnant zur Unterstützung und weitere 6 Lire an seinen Aktuar zur Entgegennahme von Beschwerden gezahlt.
Es gab keinen ordentlichen Rat, sondern bei der Festlegung der jährlichen Lasten und bei außerordentlichen Ereignissen wurde ein allgemeiner Rat abgehalten, an dem zwei Bürgermeister teilnahmen, die jährlich gewählt und nach Belieben vom Markgrafen Ermes Visconti und dem Grafen Giovanni Battista Visconti, beide confeudatari, ausgewechselt wurden, sowie der Konsul, der durch öffentliche Versteigerung gewählt wurde, und alle oder die meisten Hausherren. Auch der Richter auf dem öffentlichen Platz schaltete sich ein. Die Bürgermeister waren für die öffentliche Verwaltung und die Überwachung der gerechten Verteilung der öffentlichen Mittel zuständig. Der Kanzler residierte im Gallarate und kümmerte sich um die Aufbewahrung der öffentlichen Akten, da es weder ein Archiv noch einen öffentlichen Raum gab, in dem sie hätten aufbewahrt werden können; sein Gehalt betrug jährlich 75 Lire.

## Bevölkerung
| Bevölkerungsentwicklung | Bevölkerungsentwicklung | Bevölkerungsentwicklung | Bevölkerungsentwicklung | Bevölkerungsentwicklung | Bevölkerungsentwicklung | Bevölkerungsentwicklung | Bevölkerungsentwicklung | Bevölkerungsentwicklung | Bevölkerungsentwicklung | Bevölkerungsentwicklung | Bevölkerungsentwicklung | Bevölkerungsentwicklung |
| ----------------------- | ----------------------- | ----------------------- | ----------------------- | ----------------------- | ----------------------- | ----------------------- | ----------------------- | ----------------------- | ----------------------- | ----------------------- | ----------------------- | ----------------------- |
| Jahr                    | 1861                    | 1881                    | 1901                    | 1921                    | 1931                    | 1951                    | 1971                    | 1981                    | 1991                    | 2001                    | 2011                    | 2021                    |
| Einwohner               | 941                     | 1410                    | 2004                    | 2079                    | 2453                    | 3060                    | 4391                    | 4308                    | 4510                    | 5070                    | 5726                    | 5632                    |

## Verkehr
Die Gemeinde liegt drei Kilometer nordöstlich des Flughafens Mailand-Malpensa an der Strada Statale 33 del Sempione, die von Gallarate Richtung Lago Maggiore führt. Die Station von Casorate Sempione liegt an der Bahnstrecke Domodossola–Milano.

## Sehenswürdigkeiten
- Pfarrkirche Beata Vergine Assunta (1621/1644), erweitert (1925/1926) mit vergoldeten Holzaltar von Antonio Pino aus Bellagio[2]
- Kirche Sant’Ilario (1644)
- Kirche Santo Spirito genannt Chiesa Nuova (18. Jahrhundert), 1980 restauriert
- Betkapelle San Rocco
- Betkapelle San Giorgio (beim Scuderia Bocconi)
- Villa Masnaga (17. Jahrhundert)
- Villa Ca’ Torretta (1900)
- Villa Ughetta